# Коджабаш
Коджаба́ш (тур. Kocabaş Çayı) или Бига (Biga Çayı) — река в Турции. В древности известна как Гра́ник (др.-греч. Γρᾱνῑκός).
Река берёт начало на склоне горы Каз (Ида). Длина реки составляет 80 км. Впадает в Мраморное море. Количество воды в реке сильно меняется в зависимости от сезона. Река с зимним паводком, с максимумом в ноябре-декабре. Самый низкий уровень воды в реке летом, в период с августа по сентябрь.

## Место в истории
В 334 до н. э. при Гранике произошло сражение между македонской армией Александра Великого и войском персидских сатрапов.

## Название
Современное турецкое название Бига (Biga Çayı) связано с названием города Бига, расположенного на реке. В свою очередь, «Бига» происходит от греческого названия города (греч. Πηγαί) от πηγή — «водяной поток».